# Palazzo Caccia Peruzzi
Palazzo Caccia Peruzzi si trova in via de' Benci 19-21 a Firenze.

## Storia e descrizione
Il palazzo presenta al piano terreno grandi e solide arcate trecentesche: i piani superiori indicano invece quanto è risultato dagli ampliamenti e dalle risistemazioni successive condotte tra Ottocento e primo Novecento.
Originariamente l'edificio, come indica la continuità degli archi, era tutt'uno con quello al numero civico 23 (palazzo Mari), a costituire una fabbrica di grande estensione di proprietà dei Peruzzi, che arrivava a definire il primo tratto di borgo de' Greci e che inglobava una porzione dell'antico anfiteatro romano. Di questa fabbrica, sulla base delle ricerche di Francesca Carrara, conosciamo sufficientemente bene la genesi.
Acquistati a più riprese a partire dal 1286 i tratti delle vecchie mura (1172-1175) che qui insistevano, i Peruzzi procedettero a comprare il terreno esterno alle fortificazioni nel 1313 e quindi a erigere l'edificio a partire dall'aprile 1317 per concluderlo nel dicembre 1319: i documenti d'archivio precisano come nel cantiere fosse stato «capomastro Maestro Alchieri da Como di Lombardia e soprastante Orlandino di Tura», documentando come a questa data si facesse ancora riferimento all'area lombarda per la ricerca di maestranze qualificate.
I catasti della seconda metà del Seicento documentano la proprietà (numeri civici 19-23) come ancora integra, di modo che dalla volta de' Peruzzi fino all'angolo di piazza Santa Croce tutto ricadeva tra gli averi di Bindo Peruzzi detto Bindo Secondo, figlio di Giovanni di Bernardo.
Sul fronte della fabbrica rimangono numerosi ferri da cavallo trecenteschi. Lo stato dell'edificio attorno alla fine del Settecento è in parte documentato dall'incisione di Antonio Terreni con la Veduta dell'Arco de' Peruzzi.

## Bibliografia

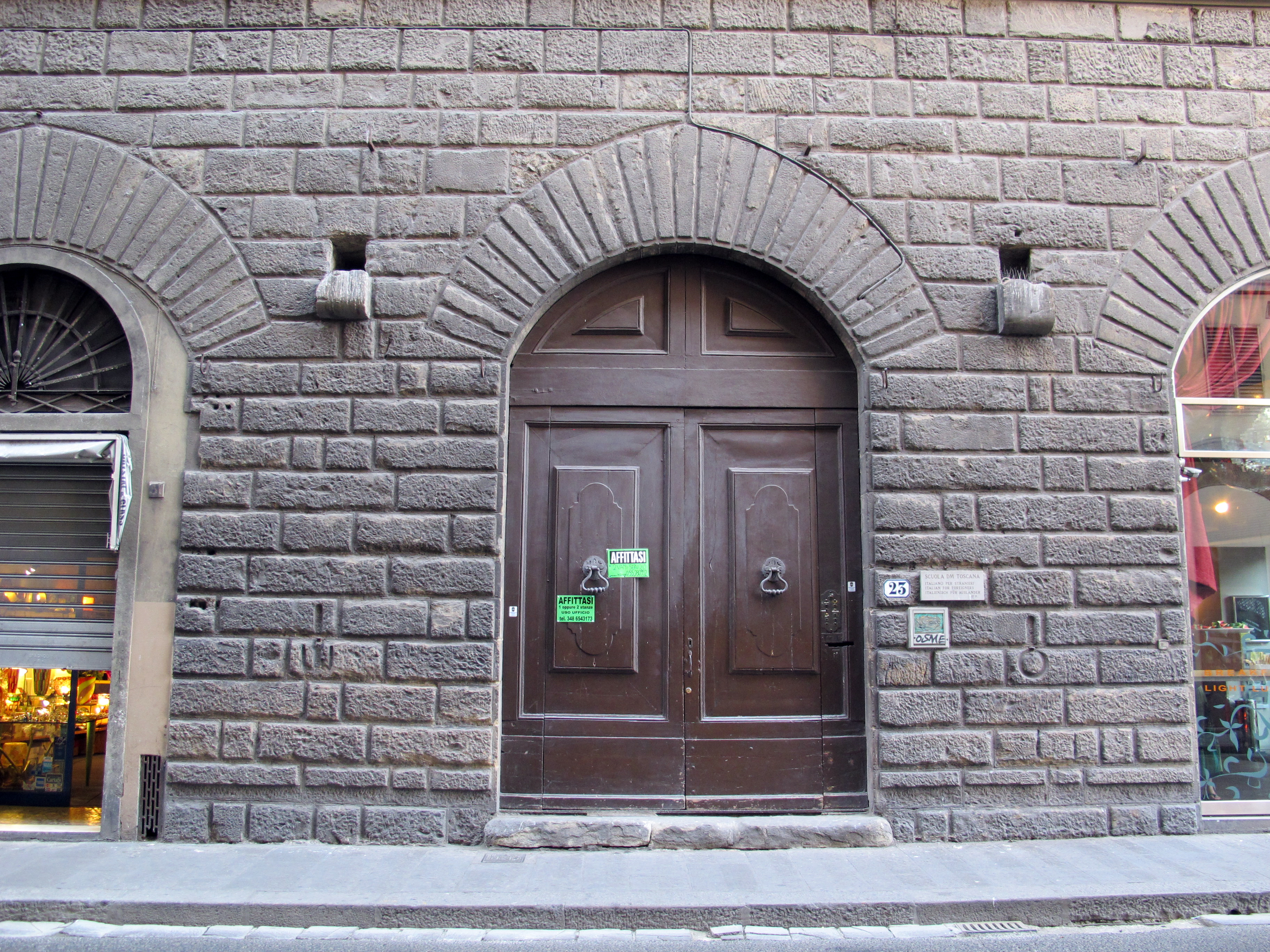
Portali ad arco su via de' Benci